# Marystell Molina
Marystell Ambrossi Molina (Ciudad de México, 18 de diciembre de 1943-Ibídem, 26 de noviembre de 2020) fue una actriz mexicana.

## Biografía
Nació en la Ciudad de México, y sus padres son españoles.
Debutó en 1960 en los teatros de Bellas Artes durante la Época de oro del cine mexicano con las obras de Hugo Argüelles con Héctor Bonilla, Xavier Marc y Liza Willert.
Estudió dos años en Bellas Artes y posteriormente con el maestro Adolfo Ballano dos años y luego un curso intensivo con Carlos Catania en el grupo Tabasco 68, haciendo el estelar de Los cazadores de Paco Ignacio Taibo.
La Asociación Nacional le dio un reconocimiento por su trayectoria de 25 años de actriz con la medalla Virginia Fábregas. En el festejo de sus 25 años de carrera artística, llevó a escena la obra El hermoso indiferente bajo la dirección de Paco Roustand, el autor Jean Cocteau y escrito por Édith Piaf. Se presentó en el foro Isabelino del Centro Cultural Tecolote de la UNAM. También dentro de su festejo de 25 años de trayectoria, presentó un recital en el teatro de la Embajada rusa, ubicado en las calles de Mérida, Yucatán.
Falleció el 26 de noviembre de 2020 a los 66 años de edad, pasó sus últimos años residiendo en la Casa del Actor.

## Filmografía
- Pasiones encendidas (1978-1979) - Elenita
- Una mujer marcada (1979-1980) - Gina
- Secreto de confesión (1980) - Emilia
- El derecho de nacer (1981-1982) - Hermana Amparo
- Tú eres mi destino (1984) - Karina
- Angélica (1985) - Srta. López y López
- De pura sangre (1985-1986) - Ángela
- Herencia maldita (1986-1987) - Rosa
- Un nuevo amanecer (1988-1989) - Nieves
- Hora marcada (1990) - Dora
- Yo compro esa mujer (1990) - Cecilia
- El vuelo del águila (1994-1995) - Paula de Anda
- Azul (1996) - Ana María
- La antorcha encendida (1996) - Josefina Aulle
- Desencuentro (1997-1998)
- Mujer, casos de la vida real (1988-2005) - Varios episodios
- El precio de tu amor (2000-2001)
- Heridas de amor (2006) - Malena Fernández
- Como dice el dicho (2011-2012) - Chloe / Médium / Abuelita Paula
- La rosa de Guadalupe (2008-2012) - Gertrudis / "La Madrina"